# Arkadiusz Godel
Arkadiusz Godel, född 4 februari 1952 i Lublin i Polen, är en polsk fäktare.
Han tog OS-guld i herrarnas lagtävling i florett i samband med de olympiska fäktningstävlingarna 1972 i München.